# Euporus katanganus
Euporus katanganus är en skalbaggsart som beskrevs av Louis Burgeon 1931. Euporus katanganus ingår i släktet Euporus och familjen långhorningar. Inga underarter finns listade i Catalogue of Life.